# Vénosc
Vénosc is een plaats en voormalige gemeente in het Franse departement Isère in de regio Auvergne-Rhône-Alpes in de Oisans en telt 935 inwoners (2004). De plaats maakt deel uit van het arrondissement Grenoble.

## Geschiedenis
Vénosc is op 1 januari 2017 gefuseerd met de gemeente Mont-de-Lans tot de gemeente Les Deux Alpes. 

## Geografie
De oppervlakte van Vénosc bedraagt 24,9 km², de bevolkingsdichtheid is 37,6 inwoners per km².
De onderstaande kaart toont de ligging van Vénosc met de belangrijkste infrastructuur en aangrenzende gemeenten.

## Demografie
Onderstaande figuur toont het verloop van het inwonertal.